# Троянівська сільська рада (Маневицький район)
| Троянівська сільська рада — адміністративно-територіальна одиниця та орган місцевого самоврядування у Маневицькому районі Волинської області з адміністративним центром у с. Троянівка. Історична дата утворення: в 1944 році. Водоймища на території, підпорядкованій даній раді: озеро Віно. Сільській раді підпорядковані населені пункти: - с. Троянівка - с. Бережниця - с. Майдан - с. Черськ |

## Склад ради
Рада складається з 16 депутатів та голови.

### Керівний склад ради
| ПІБ                    | Основні відомості                                                         | Дата обрання | Дата звільнення |
| ---------------------- | ------------------------------------------------------------------------- | ------------ | --------------- |
| Ясюк Микола Андрійович | Сільський голова, 1969 року народження, освіта, член народної партії      | 26.03.2006   | 31.10.2010      |
| Ясюк Микола Андрійович | Сільський голова, 1969 року народження, освіта вища, член народної партії | 31.10.2010   |                 |

Примітка: таблиця складена за даними джерела

## Населення
Згідно з переписом УРСР 1989 року чисельність наявного населення сільської ради становила 1921 особа, з яких 881 чоловік та 1040 жінок.
За переписом населення України 2001 року в сільській раді мешкали 2003 особи.

### Мова
Розподіл населення за рідною мовою за даними перепису 2001 року:
| Мова       | Відсоток |
| ---------- | -------- |
| українська | 99,70 %  |
| білоруська | 0,10 %   |
| російська  | 0,10 %   |
| вірменська | 0,05 %   |